# Micaya
Micaya (früher auch: Cala Cruz) ist eine Ortschaft im Departamento La Paz im südamerikanischen Andenstaat Bolivien.

## Lage im Nahraum
Micaya liegt in der Provinz Aroma und ist zentraler Ort im Kanton Micaya im Municipio Colquencha. Der Ort liegt auf einer Höhe von 4031 m auf einem 20 km breiten nord-südlich verlaufenden ebenen Abschnitt des bolivianischen Altiplano an der Quebrada Micaya, der hier in nordöstlicher Richtung die Ebene durchfließt.

## Geographie
Micaya liegt zwischen den Gebirgsketten der Cordillera Oriental und der Cordillera Central im andinen Trockenklima des Altiplano mit einem typischen Tageszeitenklima, bei dem die mittleren Tagestemperaturen stärkeren Schwankungen unterworfen sind als die jahreszeitlichen Schwankungen.
Die Jahresdurchschnittstemperatur der Region liegt bei etwa 9 °C, die Monatswerte schwanken nur unwesentlich zwischen 7 °C im Juli und 12 °C im Dezember (siehe Klimadiagramm Comanche). Der mittlere Jahresniederschlag beträgt etwa 560 mm, die Monatsniederschläge liegen zwischen unter 10 mm in den Monaten Mai bis August und knapp über 100 mm im Januar und Februar.

## Verkehrsnetz
Micaya liegt in einer Entfernung von 72 Straßenkilometern südlich von La Paz, der Hauptstadt des Departamentos.
Von La Paz aus führt die asphaltierte Nationalstraße Ruta 2 in westlicher Richtung nach El Alto, von dort 39 Kilometer nach Süden die Ruta 1 bis zur Ortschaft Vilaque Copata. Von Vilaque Copata aus gelangt man über eine unbefestigte Straße nach zwanzig Kilometern in südwestlicher Richtung über Machacamarca und Colquencha nach Micaya.

## Bevölkerung
Die Einwohnerzahl der Ortschaft ist im Jahrzehnt zwischen den letzten beiden Volkszählungen um etwa ein Siebtel zurückgegangen:
| Jahr | Einwohner         | Quelle       |
| ---- | ----------------- | ------------ |
| 1992 | keine Detaildaten | Volkszählung |
| 2001 | 457               | Volkszählung |
| 2012 | 385               | Volkszählung |
| 2024 |                   | Volkszählung |

Die Region weist einen hohen Anteil an Aymara-Bevölkerung auf, im Municipio Colquencha sprechen 95,7 Prozent der Bevölkerung Aymara.